# Vicky Vette
Vicky Vette (Stavanger, 12 juni 1965) is de artiestennaam van een Noors pornografisch actrice en model. Ze verhuisde op jonge leeftijd naar Canada, waar ze onder meer werkte als accountant. Op 37-jarige leeftijd begon Vette haar carrière als pornoactrice nadat ze een amateurfotowedstrijd in het blad Hustler won. Nadien speelde ze in meer dan 150 pornofilms.

## Onderscheidingen
- 2010 - NightMoves Awards - Voor Best Milf, Fan's Choice.[3]
- 2010 - XBIZ Award Nominatie - Voor Web Babe of the Year.[4]
- 2008 - Booble Girl of the Year.[5]
- 2005 - AVN Award - Voor Best Tease Performance.[6]